# Turčianske Teplice
Turčianske Teplice (Hongaars: Stubnyafürdő) is een Slowaakse gemeente in de regio Žilina, en maakt deel uit van het district Turčianske Teplice, waar het de hoofdstad van is. Turčianske Teplice telt 6929 inwoners en is een van de oudste kuuroorden van Europa.
Sinds 1971 maken de omliggende dorpen Diviaky, Dolná Štubňa en Turčiansky Michal deel uit van de gemeente. Diviaky behoorde van 1951 tot 1955 ook al tijdelijk tot de gemeente Turčianske Teplice. In 1951 werd ook Vieska bij de gemeente gevoegd.

## Geschiedenis
Turčianske Teplice heette oorspronkelijk Štubňanské Teplicé en werd voor het eerst genoemd in 1281, toen koning Ladislaus IV van Hongarije de grond rond de bronnen toewees aan een graaf Peter.
Het kuuroord was populair onder welgestelden, waaronder koning Sigismund van Hongarije en keizer Maximiliaan van Mexico. De helende werking van de bron werden voor het eerst bestudeerd door een medisch student van de universiteit van Halle.
In 1927 werd de schrijfwijze gewijzigd van Štubňanské Teplicé in Štubnianske Teplice en in 1946 werd de plaats hernoemd naar het huidige Turčianske Teplice.

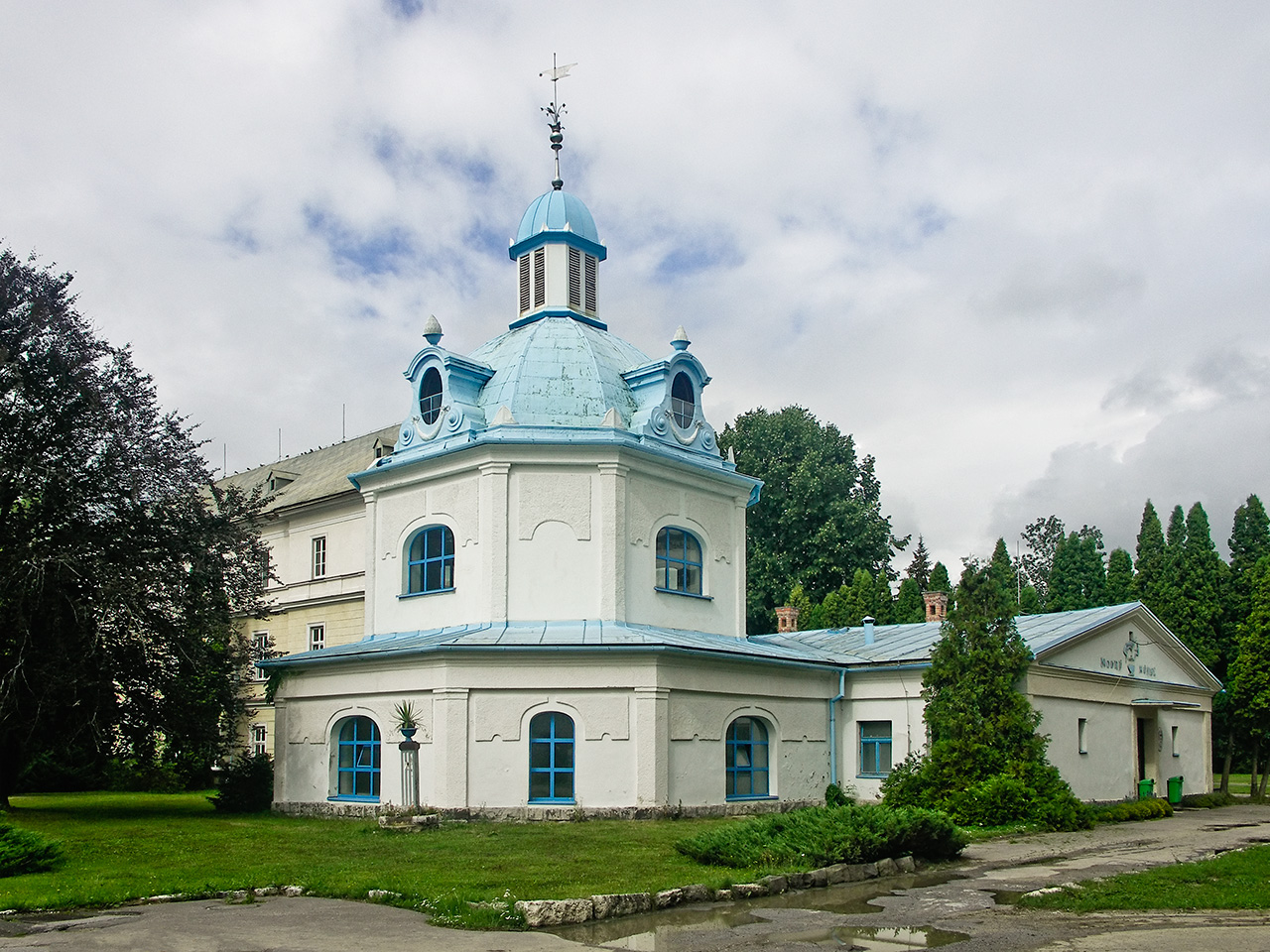